# Elsa Pépin
Pour les articles homonymes, voir Pépin.
Elsa Pépin, née à Montréal en 1978, est une auteure, éditrice et journaliste et animatrice culturelle québécoise.

## Biographie
Elsa Pépin est journaliste et animatrice culturelle. Elle anime notamment l'émission web de la Librairie Monet, Rature et lit. Elle est aussi chef de pupitre « Arts de la scène » à l’hebdomadaire Voir et recherchiste pour des émissions littéraires à Radio-Canada.
Elle est également éditrice pour la collection « Quai no. 5 » des Éditions XYZ.
En tant qu'autrice, elle publie un recueil de nouvelles qui s'intitule Quand j'étais l'Amérique (Éditions XYZ, 2014) ainsi que deux romans, Les sanguines (Alto, 2016) et Le fil du vivant (Alto, 2022),,.
Pépin codirige avec Claudia Larochelle le collectif Amour & libertinage : par les trentenaires d'aujourd'hui (Les 400 coups, 2011) en plus d'assurer la direction du collectif Dans le ventre : histoires d'accouchement (Les Éditions XYZ, 2019),.
Elle est récipiendaire du Prix littéraire des enseignants AQPF-ANEL (2015) et finaliste du Prix France-Québec (2015),.

## Œuvres

### Nouvelles
- Quand j'étais l'Amérique, Montréal, Éditions XYZ, 2014, 163 p. (ISBN 9782892618266)

### Romans
- Les sanguines Québec, Alto, 2016, 164 p. (ISBN 9782896942411)
- Le fil du vivant, Québec, Alto, 2022, n.p. (ISBN 9782896945153)

### Collectif
- Amour & libertinage : par les trentenaires d'aujourd'hui, sous la direction de Claudia Larochelle et de Elsa Pépin, Montréal, Les 400 coups, 2011, 200 p. (ISBN 978-2-89540-515-3)
- Dans le ventre : histoires d'accouchement, sous la direction de Elsa Pépin, Montréal, Les Éditions XYZ, 2019, 208 p. (ISBN 9782897721695)

## Prix et honneurs
- 2015 - Récipiendaire : Prix littéraires des enseignants AQPF-ANEL (pour Quand j'étais l'Amérique)[10]
- 2015 - Finaliste : Prix France-Québec (pour Quand j'étais l'Amérique)[11]
- 2023- Finaliste: Prix littéraire des collégien·ne·s (pour Le fil du vivant)[12]